# Pluralia tantum
I nomina pluralia tantum (in latino 'nomi solamente plurali'), o semplicemente pluralia tantum, sono sostantivi che hanno solo la forma plurale, la quale però indica un solo oggetto. 
I pluralia tantum non sono soltanto propri e caratteristici del latino: in italiano, esempi ne sono le voci occhiali (plurale sostantivato dellʼaggettivo occhiale), viveri (‘alimenti, vettovaglie’), traveggole (solo nella locuzione avere le traveggole ‘vedere una cosa per un’altraʼ; nel significato figurato ‘sbagliarsi, fraintendere’); usate specialmente al plurale sono invece le forme forbici e abbaglianti (al singolare: «si è fulminato un abbagliante»), le quali, come le voci viste sopra, designano un oggetto (gli occhiali) o ciascuna parte di una coppia o unità (gli abbaglianti), oppure un complesso di elementi (i viveri).
Opposti ai nomina pluralia tantum sono i nomina singularia tantum, con solo il singolare.

## Pluralia tantum della I declinazione
- angustiae, -arum (passaggio stretto)
- cunae, -arum (culla)
- deliciae, -arum (delizia)
- divitiae, -arum (ricchezza)
- epulae, -arum (banchetto)
- indutiae, -arum (tregua)
- insidiae, -arum (agguato)
- minae, -arum (minaccia)
- nuptiae, -arum (le nozze)
- tenebrae, -arum (tenebre)
- exequiae, -arum (esequie)
- reliquiae, -arum (reliquie)
- Kalendae, -arum (primo giorno del mese)

Tra i nomi di città si ricordano:
- Athenae, -arum (Atene)
- Cannae, -arum (Canne)
- Cumae, -arum (Cuma)
- Pisae, -arum (Pisa)
- Syracusae, -arum (Siracusa)
- Thebae, -arum (Tebe)
- Venetiae, -arum (Venezia)

## Pluralia tantum della II declinazione
- arma, -orum (armi, soldati, forze militari)
- castra, -orum (accampamento militare)
- cibaria, -orum (il cibo)
- exta, -orum (viscere)
- fasti, -orum (elenchi consolari)
- hiberna, -orum (accampamento invernale)
- inferi, -orum (dèi inferi, oltretomba)
- liberi, -orum (figli, maschi e femmine)
- spolia, -orum (bottino di guerra)
- superi, -orum (dèi superi, gli uomini, i mortali)

Tra i nomi di città si ricordano:
- Argi, -orum (Argo)
- Corioli, -orum (Corioli)
- Delphi, -orum (Delfi)
- Pompeii, -orum (Pompei)
- Veii, -orum (Veio)

## Pluralia tantum della III declinazione
Sono pluralia tantum alcuni nomi geografici:
- Alpes, -ium (Alpi)
- Cyclades, -um (le isole Cicladi)
- Gades, -ium (Cadice)
- Sardes, -ium (Sardi)

i nomi di feste:
- Ambarvalia, -ium (Ambarvali, feste in onore di Cerere)
- Bacchanalia, -ium (Baccanali)
- Lupercalia, -ium (Lupercali)
- Saturnalia, -ium (Saturnali)

ed altri:
- Baleares, -ium (abitanti delle Baleari)
- fides, -ium (lira)
- fores, -ium (porta a due battenti)
- Manes, -ium (Mani)
- moenia, -ium (mura della città)
- optimates, -ium/-um (ottimati)
- Penates, -ium/-um (Penati)
- viscera, -um (le viscere, gli organi interni)
- faenilia, -ium (fienile, granaio)

## Uso
Con i nomina pluralia tantum è necessario utilizzare il predicato, la copula e il nome del predicato ed eventuali aggettivi nella forma plurale, ad esempio:
- Athenae clarae sunt (Atene è famosa)

L'apposizione, invece, resta al singolare:
- Civitas Venetiae (città di Venezia)